# Gorno Kraiște
Gorno Kraiște (în bulgară Горно Краище) este un sat în partea de sud-vest a Bulgariei în  Regiunea Blagoevgrad. Aparține administrativ de comuna Belița. Are o populație de 1227 locuitori.

## Demografie
Componența etnică a satului Gorno Kraiște
     Turci (81,86%)
     Nicio identificare (14,6%)
     Bulgari (3,19%)
     Romi (0%)
     Altele (0,33%)
La recensământul din 2011, populația satului Gorno Kraiște era de 1.191 locuitori. Din punct de vedere etnic, majoritatea locuitorilor (81,86%) erau turci, cu o minoritate de bulgari (3,19%). Pentru 14,6% din locuitori nu este cunoscută apartenența etnică.